# Docosia fuscipes
Docosia fuscipes är en tvåvingeart som först beskrevs av Roser 1840.  Docosia fuscipes ingår i släktet Docosia och familjen svampmyggor. Arten är reproducerande i Sverige. Inga underarter finns listade i Catalogue of Life.